# Č
Č (gemenform: č) är den latinska bokstaven C med det diakritiska tecknet hake (háček på tjeckiska) över. Č används i bland annat tjeckiska, slovakiska, slovenska, kroatiska, bosniska, lettiska, litauiska, enaresamiska, skoltsamiska och nordsamiska. I de flesta språk uttalas den som tj i tjur (IPA: [t͡ʃ]). Den kyrilliska motsvarigheten till Č är Ч.